# Ramigekko swartbergensis
Ramigekko swartbergensis — вид геконоподібних ящірок родини геконових (Gekkonidae). Ендемік Південно-Африканської Республіки. Це єдиний представник монотипового роду Ramigekko, названого на честь британського герпетолога Вільяма Роя Бранча.

## Поширення і екологія
Ramigekko swartbergensis мешкають в горах Великого і Малого Свартбергу на південному сході Західнокапської провінції. Вони живуть в тріщинах серед пісковикових скель, місцями порослих чагарниковими заростями фінбошу. Зустрічаються на висоті від 1300 до 2100 м над рівнем моря. Ведуть переважно нічний спосіб життя. Живляться комахами. Відкладають яйця, в кладці 2 яйця.